# Mas de Benito
El mas de Benito, o de Benitos, és una caseria abandonada i en ruïnes del terme de Lludient, a la comarca castellanoparlant de l'Alt Millars, al País Valencià. La principal peculiaritat d'aquest mas és la d'estar disseminat en tres unitats: Casa Poncia o Casa La Poncia o Mas de Benito, Casa Mora o Casa de Mora, i Casería del Barranco Luis o Mas de Luis o Mas de Pardo. Tots aquests nuclis estan situats a la vora del camí del mas de Benito, que uneix el caseriu de Los Mores amb el camí de Cirat a Lludient.
La masia, ubicada en plena serra del Cabezo i no gaire lluny de Benagera, domina la vall de la rambla de santa Anna i cau just per damunt del mas de l'Artijuela. Cap al 1934 tenia uns 20 habitants. L'any 1940 n'eren 22 de dret i 21 de fet.